# 마쓰다이라 센치요
마쓰다이라 센치요(일본어: 松平仙千代, 1595년 4월 22일 ~ 1600년 3월 21일)는 아즈치모모야마 시대의 무가 인물로 도쿠가와 이에야스(德川家康)의 8남이다.
후시미에서 태어나, 4살까지 그 지역에서 살았으며, 영리했다고 전해지고 있다. 도쿠가와 노부야스의 스승이었고, 도쿠가와 십육신장 중 한 명이었던 히라이와 지카요시(平岩親吉)가 대를 이을 자식이 없는 것을 걱정한 이에야스의 배려로, 센치요를 지카요시의 양자로 하여 대를 잇게 하였다.
의부 지카요시의 영지 이전에 따라, 가이국 고후로 옮겼고, 1599년 오사카로 옮긴 다음 해에 사망했다. 향년 6세. 묘는 야마나시현 고후시, 오사카부 덴노지구, 아이치현 나고야시의 평화공원에 있다.